# Уманский, Никита Фёдорович
Никита Фёдорович Уманский — советский хозяйственный, государственный и политический деятель, Герой Социалистического Труда.

## Биография
Родился в 1898 году. Член ВКП(б).
С 1913 года — на хозяйственной, общественной и политической работе. В 1913—1960 гг. — пастух, крестьянин, старший чабан колхоза имени И. В. Сталина/«Борьба за социализм» Камышеватского района Краснодарского края.
Указом Президиума Верховного Совета СССР от 26 июля 1949 года присвоено звание Героя Социалистического Труда с вручением ордена Ленина и золотой медали «Серп и Молот».
За усовершенствование методов работы в тонкорунном овцеводстве в составе коллектива был удостоен Сталинской премии третьей степени 1952 года.
Избирался депутатом Верховного Совета РСФСР 4-го созыва.
Умер в 1961 году в Камышеватской.